# Катепсин A
Катепсин A, также карбоксипептидаза С, PPCA (сокр. от англ. Protective Protein Cathepsin A — защитный белок катепсин А) (КФ 3.4.16.5) — гидролитический фермент (гидролаза), семейства сериновых протеаз (куда входит вместе с катепсином G), является одним из катепсинов человека, и кодируется геном CTSA, который локализован на 20-й хромосоме. 
Катепсин A образует комплексы с лизосомной бета-галактозидазой и лизосомной нейраминидазой, обеспечивая стабильность первой и активизацию второй; в связи с этим изначально катепсин A получил название "защитный белок" (англ. protective protein).

## Медицина
Мутации гена CTSA вызывают галактосиалидоз (галактозиалидоз; OMIM 256540).